# 榧螺總科
榧螺總科（學名：Olivoidea）是一個微小到中、大型捕食性海螺的總科級分類單元，屬於新腹足目的腹足綱軟體動物。

## 分類學
本總科早期屬於栉鳃目（Pectinibranchia）。
根據2005年《布歇特和洛克羅伊的腹足類分類》，榧螺總科包括下列兩個科：
- - 榧螺科（Olividae）[1]：又名橄榄贝科[3]
  - Olivellidae科

### 2017年分類
2017年《布歇特等人的腹足類分類》的榧螺總科除了包括原來榧螺總科和擬榧螺總科之下的三個科，還包括兩個新的科，分別如下：
- Family Ancillariidae Swainson, 1840
- Family Bellolividae Kantor, Fedosov, Puillandre, Bonillo & Bouchet, 2017
- Family Benthobiidae Kantor, Fedosov, Puillandre, Bonillo & Bouchet, 2017
- 榧螺科 Olividae Latreille, 1825
- 擬榧螺科 Pseudolividae de Gregorio, 1880